# Bob Weinstock
Bob Weinstock (* 2. Oktober 1928 in New York, NY, USA; † 4. Januar 2006 in Boca Raton, Florida) war ein US-amerikanischer Plattenproduzent und Gründer des Jazz-Labels Prestige Records.
Aufgewachsen in Manhattan zeigte Weinstock schon früh Geschäftssinn und verkaufte Schellack-Platten über Zeitungsanzeigen. Zunächst war er ein Fan von Dixieland Jazz und Swingmusik; schon früh begeisterte er sich für Modern Jazz. Im Alter von 20 Jahren mietete er sich Platz im Jazz Record Center und wurde zu den Antreibern des Bebop.
1949 gründete Weinstock das Plattenlabel New Jazz; zuerst nahm er die Gruppe von Lennie Tristano auf. Bereits 1950 wurde das Label in Prestige Records umbenannt. Der Katalog des Labels umfasste klassische Jazz-Musiker wie Miles Davis, John Coltrane, Sonny Rollins, Thelonious Monk und andere. Weinstock selbst setzte sich für einen authentischen Sound der Künstler ein.
Er arbeitete dabei mit dem Toningenieur Rudy Van Gelder und dem Jazzkritiker Ira Gitler zusammen. In den 1960er Jahren  überließ Weinstock die Produktionsarbeit Chris Albertson, Ozzie Cadena, Esmond Edwards, Don Schlitten und anderen Produzenten. 
1971 verkaufte er Prestige und seine Schwesterlabel an Fantasy Records und zog sich nach Florida zurück. Er starb an Diabetes.